# De Vaartkapoen (standbeeld)
De Vaartkapoen is een beeldhouwwerk van de Brusselse beeldhouwer Tom Frantzen. Het beeld staat op het Saincteletteplein in Sint-Jans-Molenbeek en is zowel een knipoog naar het industriële verleden van Molenbeek als naar de Brusselse striptekenaar Hergé. Het stelt een politieagent voor die pootje gelapt wordt door een zogenaamde Vaartkapoen die onder een riooldeksel vandaan komt. De afgebeelde agent is Agent 15, die de arm der wet vertolkt in de stripreeks Kwik en Flupke van de hand van Hergé. Het beeld werd ingehuldigd in 1994.

## Naamgeving
Vanaf de tweede helft van de negentiende eeuw was Sint-Jans-Molenbeek, en dan vooral de Kanaalzone, een sterk geïndustrialiseerd gebied. De arbeiders die aan het kanaal Brussel-Charleroi de schepen sleepten, laadden en losten kregen de bijnaam vaartkapoenen. Het waren potige mannen die zware arbeid verrichtten en na hun uren graag diep in het glas keken. De vaartkapoenen waren niet vies van kleine criminaliteit en speelden een eeuwig kat-en-muisspel met de autoriteiten. Herman Teirlinck beschrijft de Molenbekenaren in "Het Ivoren Aapje: een roman van Brusselsch leven" als “Een bleek gepeupel van willokseters en kwakzuipers, vaartkapoenen en gauwdieven, wijventoekkers en makrellen, oude stumpers en jonge wurmen aldooreen.” Vaartkapoenen waren echter niet enkel een Brussels fenomeen. In 1937 werd de Ronde van Frankrijk verstoord door relschoppende vaartkapoenen in Nice.